# Il giuramento dei Sioux
Il giuramento dei Sioux (The Savage) è un film del 1952 diretto da George Marshall.
È un film western statunitense con Charlton Heston, Susan Morrow e Peter Hansen. È basato sul romanzo del 1942 The Renegade di L. L. Foreman.

## Trama
Durante una razzia, gli indiani sioux massacrano un'intera famiglia di pionieri, risparmiando soltanto il loro figlio più piccolo, Jim. Adottato dal capo indiano Aquila Gialla e da sua moglie, Jim cresce come uno di loro, insieme alla loro figlia Luta, amato e rispettato e diventa uno dei guerrieri più valorosi. Quando iniziano a circolare voci che i bianchi stanno per sferrare l'attacco definitivo contro gli indiani, Jim viene inviato a Fort Duane per accertarsi degli ordini di Washington. Durante la sua permanenza, Jim fa amicizia con il tenente Weston e con sua sorella Tally, scatenando la gelosia del capitano Vaugant. Per ripicca questi uccide Luta e provoca la reazione dei sioux che preparano un agguato. Jim ha il compito di portare gli americani nella gola in cui gli indiani li aspettano per la resa dei conti. Se la sentirà di tradire la fiducia della sua gente, ma anche di chi lo ha allevato e accolto?

## Produzione
Il film, diretto da George Marshall su una sceneggiatura di Sydney Boehm con il soggetto di L.L. Foreman (autore del romanzo), fu prodotto da Mel Epstein per la Paramount Pictures e girato nelle Black Hills in Dakota del Sud da metà giugno a fine luglio 1951. Il titolo di lavorazione fu Warbonnet. Per le riprese furono utilizzati anche 200 indiani nativi. Tra di essi vi era anche il figlio novantunenne di Toro Seduto, John.

## Distribuzione
Il film fu distribuito con il titolo The Savage negli Stati Uniti dal 26 novembre 1952 (première a Los Angeles) dalla Paramount Pictures.
Altre distribuzioni:
- in Germania Ovest il 26 febbraio 1953 (Der weiße Sohn der Sioux)
- in Finlandia il 27 febbraio 1953 (Keltaisen Kotkan poika)
- in Svezia il 13 marzo 1953 (Gule örnens son)
- in Portogallo il 24 giugno 1953 (O Selvagem)
- in Danimarca il 6 luglio 1953 (Kampen i Månepasset)
- in Austria nel settembre del 1953 (Der weiße Sohn der Sioux)
- in Giappone il 22 giugno 1954
- in Turchia nel novembre del 1954 (Jeronimo'nun oglu)
- in Finlandia l'11 giugno 1965 (redistribuzione)
- in Spagna (El salvaje)
- in Francia (Le fils de Géronimo)
- in Grecia (Matomenos frouros)
- in Brasile (Trágica Emboscada)
- in Italia (Il giuramento dei Sioux)

## Critica
Secondo il Morandini il film è un "western scialbino: molti ingredienti, ma sparsi alla rinfusa".

## Promozione
Le tagline sono:
- "He Loved As He Fought...Like The Savage He Was!".
- "CHARLTON HESTON...fresh from his triumph in "The Greatest Shown on Earth"".
- "Savage in Battle...Savage in Love! In his arms a woman forgot everything...remembered only that he was a man!".